# Boos (Eifel)
Boos település Németországban, Rajna-vidék-Pfalz tartományban. Lakosainak száma 607 fő (2023. december 31.).

## Népesség
A település népességének változása:
| Lakosok száma | 560  | 627  | 606  | 598  | 605  | 621  | 607  |
|               | 1975 | 2010 | 2017 | 2019 | 2021 | 2022 | 2023 |